# Южноамериканская крачка
Южноамериканская крачка (лат. Sterna hirundinacea) —  вид птиц из семейства чайковых (Laridae).

## Ареал
Ареал вида — прибрежные районы юга Южной Америки. На север на Тихом океане южноамериканская крачка встречается до Перу, на Атлантическом — до бразильского штата Эспириту-Санту. На юге вид обитает на Огненной Земле и Фолклендах. Вдалеке от побережья встречается редко. В южной части ареал пересекается с местами обитания антарктической крачки. После сезона размножения могут улетать на север, достигая Эквадора.
Южноамериканская крачка широко распространена, присвоенный ей охранный статус — «вызывающие наименьшие опасения».

## Описание
Длина тела птиц достигает 41—43 см, размах крыльев около 90 см, хвост раздвоен. Клюв и ноги красные. У птенцов клюв чёрный, а ноги — коричневые. Масса взрослой особи составляет 170—200 г. Основа питания: рыбы и ракообразные, редко насекомые.
Гнездятся птицы большими колониями (до 10 тысяч пар). Откладывается 2—3 яйца, которые высиживаются в течение 21—23 дней. Сезон размножения зависит от месторасположения обитания, на Огненной Земле — с октября по январь, в Бразилии — с апреля до июня.